# Арлуно
Арлуно (італ. Arluno) — муніципалітет в Італії, у регіоні Ломбардія, метрополійне місто Мілан.
Арлуно розташоване на відстані близько 500 км на північний захід від Рима, 21 км на захід від Мілана.
Населення — 11 635 осіб (2012).
Щорічний фестиваль відбувається 29 червня. Покровитель — Петро (апостол).

## Демографія
Населення за роками:

Станом на 1 січня 2023 року в муніципалітеті офіційно проживало 1160 іноземців з 66 країн, серед них 265 громадян країн Євросоюзу та 62 громадяни України.

## Сусідні муніципалітети
- Казореццо
- Корбетта
- Нерв'яно
- Оссона
- Параб'яго
- Польяно-Міланезе
- Санто-Стефано-Тічино
- Седріано
- Ванцаго
- Віттуоне